# Harald Dyckhoff
Harald Dyckhoff (* 1951 in Rheine) ist ein deutscher Wirtschaftswissenschaftler und seit 2016 emeritierter Universitätsprofessor für Unternehmenstheorie, nachhaltige Produktion und industrielles Controlling der RWTH Aachen.

## Leben und Wirken
Nach dem Abitur 1969 am Kopernikus-Gymnasium in Rheine und zweijähriger Offiziersausbildung bei der Bundeswehr studierte Dyckhoff von 1971 bis 1976 Mathematik und Physik sowie von 1976 bis 1979 Betriebswirtschaftslehre (BWL) und Unternehmensforschung (OR) an der RWTH. An der Fernuniversität in Hagen promovierte Dyckhoff 1982 mit einer volkswirtschaftlichen Dissertation über internationalen Handel und habilitierte sich 1987 für das Fach BWL mit einer Arbeit über die „Elastische Kuppelproduktion geometrisch definierter Güter: Grundlagen wirtschaftlichen Zuschneidens und Packens“.
Nach einer Professur für OR an der Universität Essen wurde er 1988 auf den Lehrstuhl für BWL, insbesondere Industriebetriebslehre der RWTH Aachen berufen. Im Zuge zweier Rufe an die FU Berlin 1992 und die LMU München 1996 wurde der Lehrstuhl in die oben genannten Fachgebiete umgewidmet, die seinem Interesse an einer organischen Integration der natürlichen Lebensgrundlagen in wirtschaftliche Analysen und an der Lösung daraus resultierender Zielkonflikte von Ökologie und Ökonomie entsprechen.
1988 gründete Dyckhoff zusammen mit Gerhard Wäscher auf der Jahrestagung der Association of European Operational Research Societies (EURO) in Paris eine internationale „Special Interest Group on Cutting and Packing“ (SICUP), die seit 2003 eine offizielle European Working Group der EURO ist und heute weltweit über 600 Mitglieder umfasst. 1990 war er Mitgründer und später Vorsitzender der Wissenschaftlichen Kommission Umweltwirtschaft (heute: Nachhaltigkeitsmanagement) im Verband der Hochschullehrer für Betriebswirtschaft e.V. (VHB).
Forschungsschwerpunkte sind eine entscheidungstheoretisch fundierte Verallgemeinerung der herkömmlichen Produktionstheorie, darauf aufbauende Konzepte nachhaltiger industrieller Wertschöpfung, insbesondere bei Kuppelproduktion, sowie die Verbesserung von Methoden nicht-monetärer Bewertung, so etwa des Life Cycle Assessment oder der Effektivitäts- und Effizienzmessung mittels Data Envelopment Analysis.

## Veröffentlichungen (Auswahl)

### Bücher
- Handelsgewinne rohstoffarmer Industrieländer und rohstoffreicher Entwicklungsländer. Eine spieltheoretische Analyse. Berlin 1983, ISBN 3-540-12122-6
- Cutting and Packing in Production and Distribution. A Typology and Bibliography. Heidelberg 1992, ISBN 3-7908-0630-7(Koautorin: Ute Finke)
- Betriebliche Produktion. Theoretische Grundlagen einer umweltorientierten Produktionswirtschaft. 2. Auflage, Berlin 1994, ISBN 3-540-57552-9
- Produktionstheorie. 5. Überarbeitete Auflage, Berlin 2006, ISBN 978-3-540-32600-7
- Nachhaltige Unternehmensführung. Grundzüge industriellen Umweltmanagements. Berlin 2008, ISBN 978-3-540-74052-0 (Koautor: Rainer Souren)
- Produktionswirtschaft. Eine Einführung. 3. Überarbeitete und erweiterte Auflage, Berlin 2010, DOI:10.1007/978-3-642-13694-9 (Koautor: Thomas Spengler)
- Performance Evaluation. Foundations and Challenges. Cham 2020, DOI:10.1007/978-3-030-38732-7 (Koautor: Rainer Souren)

### Aufsätze
- Best trigonometric approximation, fractional order derivatives and Lipschitz classes. In: Canadian Journal of Mathematics 29 (1977) 781–793 (Koautoren: Paul Leo Butzer, Ernst Görlich, Rudolf Stens)
- A new linear programming approach to the cutting stock problem. In: Operations Research 29 (1981) 1092–1104
- Generalized means as model of compensative connectives. In: Fuzzy Sets and Systems 14 (1984) 143–154 (Koautor: Witold Pedrycz)
- A typology of cutting and packing problems. In: European Journal of Operational Research 44 (1990) 145–159
- Measuring ecological efficiency with Data Envelopment Analysis (DEA). In: European Journal of Operational Research 135 (2001) 312–325 (Koautorin: Katrin Allen)
- The concept of joint production and Ecological Economics. In: Ecological Economics 36 (2001) 365–372 (Koautoren: Stefan Baumgärtner, Malte Faber, John Proops, Johannes Schiller)
- Quasilineare Mittel von Periodensicherheitswerten als intertemporale Nutzenfunktionen. In: Zeitschrift für betriebswirtschaftliche Forschung 59 (2007) 982-1001
- Time horizon and dominance in dynamic LCA. In: Journal of Industrial Ecology 18 (2014) 799–808 (Koautor: Tarek Kasah)
- Rationality of eco-efficiency methods: Is the BASF analysis dependent on irrelevant alternatives? In: International Journal of Life Cycle Assessment 20 (2015) 1557–1567 (Koautorinnen: Amira Quandel, Katrin Waletzke)
- Integrating multiple criteria decision analysis and production theory for performance evaluation – Framework and review. In: European Journal of Operational Research (2021), DOI: 10.1016/j.ejor.2021.05.046 (Koautor: Rainer Souren)
- Das allgegenwärtige Phänomen der Kuppelproduktion und die Ignoranz des Mainstreams für nachhaltiges Wirtschaften. In: Ideengeschichte der Betriebswirtschaftslehre. Band II. Herausgeber: Wenzel Matiaske, Dieter Sadowski. Wiesbaden 2022, 349–379
- Are important phenomena of joint production still being neglected by economic theory? A review of recent literature. In: Journal of Business Economics,  DOI: 10.1007/s11573-022-01109-5 (Koautor: Rainer Souren)